# Şihabetdin Märcani
Şihabetdin Märcani (árabe y cirílico tártaro:شہاب الدین مرجانی, Шиһабетдин Мәрҗани, 1818-1889) fue un teólogo e historiador musulmán panislamista tártaro autor de más de 30 volúmenes sobre historia tártara.

## Vida y obra
Estudió en madrazas de Taskijú, Bujará y Samarcanda y comenzó como imán en 1850 en la Mezquita de Märcani. En 1867, comenzó como muhtasib de Kazán y lector en una escuela docente convirtiéndose en el primer musulmán de la sociedad de arqueología, historia y etnología de la Universidad Estatal de Kazán.